# Ahmed Medeghri
Ahmed Medeghri, né le 23 juillet 1934 à Oran et mort le 10 décembre 1974 à Alger, est un homme politique algérien.

## Biographie
Originaire de Saïda où son père est un militant de l'UDMA puis du PPA-MTLD, il y passe son enfance avant d'obtenir son baccalauréat à Mascara en 1954.
Il rejoint ensuite le maquis en se rendant au QG de la Wilaya 5, sous le commandement d'Houari Boumédiène à Oujda. À l'indépendance, il devient l'inamovible ministre de l'Intérieur durant 12 ans, de 1962, jusqu'à sa mort en 1974. Il est à l'origine des premiers découpages territoriaux post-indépendance.
Cependant, sa mort demeure à ce jour suspecte.

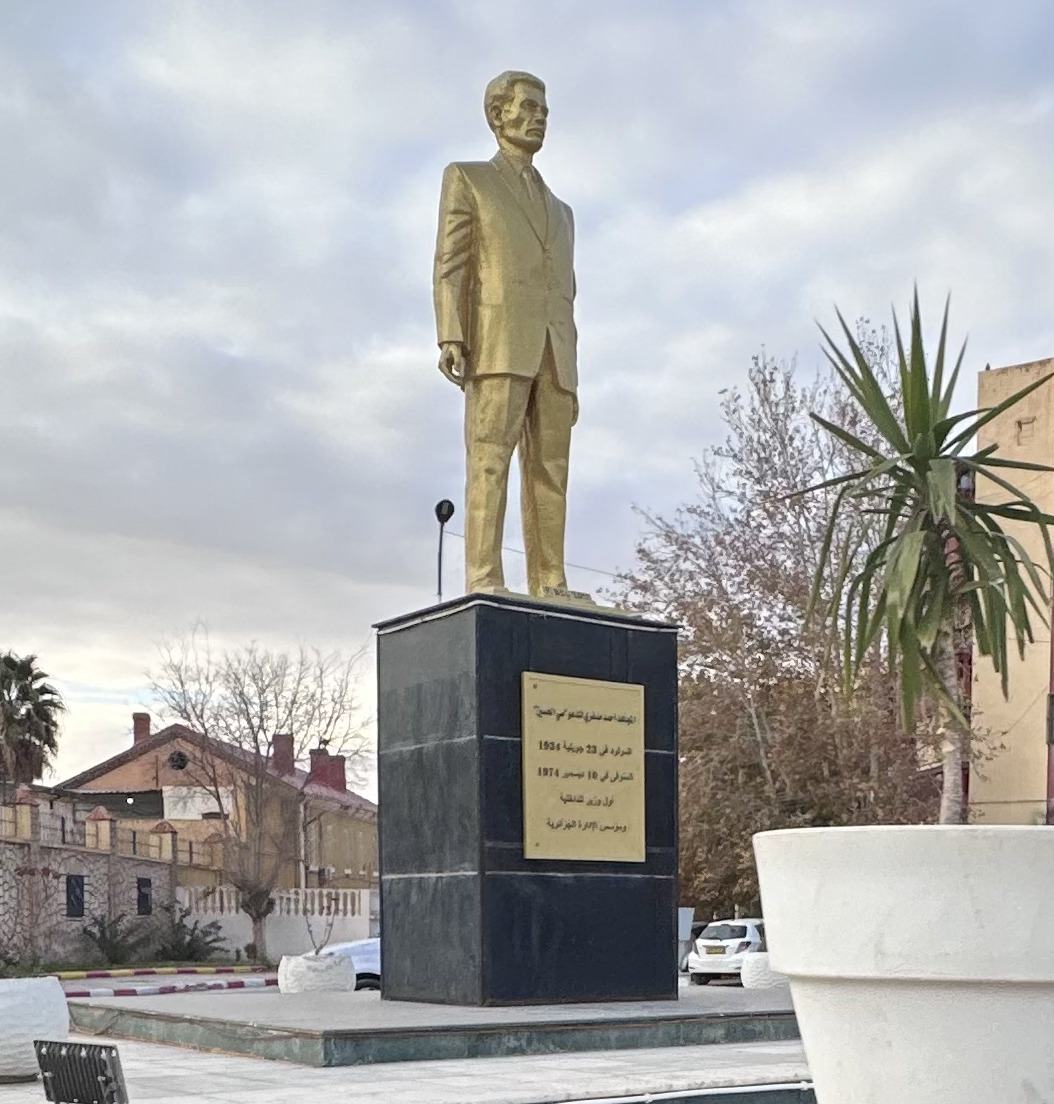
statue d'Ahmed Medeghri en face de la Wilaya de Saïda

## Mandats
- Préfet de Tlemcen 1962[1]
- Membre du Conseil de la Révolution 1965-1974
- Ministre de l'Intérieur 1962-1964 puis 1965-1974
- Ministre des Finances et du Plan 1969-1970

## Décorations
- Ahid de l'ordre du Mérite national d'Algérie.